# Ак-Дуругский сумон
Ак-Дуругский сумон, сумон (сельское поселение) Ак-Дуруг — административно-территориальная единица (сумон) и муниципальное образование со статусом сельского поселения в Чаа-Хольском кожууне Тывы Российской Федерации.
Административный центр и единственный населённый пункт сумона — село Ак-Дуруг. Ранее в состав сельского поселения входил посёлок Дорожно-Ремонтное Строительное Управление, учтённый в переписи 2002 года.

## Население
| 2017 | 2018  |
| ---- | ----- |
| 1364 | ↗1377 |

## Транспорт
Через сумон проходит автотрасса Р257 Енисей.